# Gjergj Arianiti
Gjergj Arianiti, född 1400, död 1463, var en albansk adelsman, svärfar till Skanderbeg.
Gjergj Arianiti var bördig från en landägarfamilj i Albanien och blev berömd som härförare i motståndet mot osmanerna. Hans krigiska bragder vann honom beskydd hos påven, den tysk-romerske kejsaren och kungen av Neapel.
Gjergj Arianiti fick titeln kapten och avled troligen i Durrës. Sonen Constantine tjänstgjorde som krigare och diplomat vid hovet hos den tysk-romerske kejsaren Maximilian I. Arianiti-dynastin utslocknade 1551.